# Platyrrhinus infuscus
Platyrrhinus infuscus (Peters, 1880) è un pipistrello della famiglia dei Fillostomidi diffuso nell'America meridionale.

## Descrizione

### Dimensioni
Pipistrello di medie dimensioni, con la lunghezza della testa e del corpo tra 77 e 105 mm, la lunghezza dell'avambraccio tra 54 e 62 mm, la lunghezza del piede tra 14 e 18 mm, la lunghezza delle orecchie tra 20 e 24 mm e un peso fino a 59 g.

### Aspetto
La pelliccia è corta e con i singoli peli tricolori. Le parti dorsali variano dal giallo-brunastro al marrone chiaro, con una striscia dorsale poco visibile più chiara che si estende dalla zona tra le spalle fino alla groppa,  mentre le parti ventrali sono più chiare. Il muso è corto e largo. La foglia nasale è ben sviluppata e lanceolata, con la porzione anteriore parzialmente saldata al labbro superiore. Due strisce giallo-brunastre sono presenti su ogni lato del viso, la prima, più grande, si estende dall'angolo esterno della foglia nasale fino a dietro l'orecchio, mentre la seconda parte dell'angolo posteriore della bocca e termina alla base del padiglione auricolare. Sono presenti 2 lunghe vibrisse sulle guance. Le orecchie sono larghe, triangolari, ampiamente separate e con diverse pieghe poco marcate sulla superficie interna. Il trago è piccolo ed appuntito. Le ali sono attaccate posteriormente alla base dell'alluce. I piedi sono ricoperti di sparsi e corti. È privo di coda. L'uropatagio è ridotto ad una sottile membrana lungo la parte interna degli arti inferiori, con il margine libero leggermente frangiato e a forma di V o U rovesciata. Il calcar è corto. Il cariotipo è 2n=30 FNa=56.

## Biologia

### Comportamento
Si rifugia in piccoli gruppi all'interno di foglie arrotolate e nelle grotte

### Alimentazione
Si nutre di frutta.

### Riproduzione
Femmine gravide e in allattamento sono state catturate in Colombia nel mese di marzo.

## Distribuzione e habitat
Questa specie è diffusa nelle regioni andine della Colombia, Ecuador, Perù e Bolivia e negli stati brasiliani occidentali di Acre e Amazonas.
Vive nelle foreste umide tropicali tra 180 e 1.800 metri di altitudine.

## Conservazione
La IUCN Red List, considerato il vasto areale, la popolazione presumibilmente numerosa, la presenza in diverse aree protette e la tolleranza alle modifiche ambientali, classifica P.infuscus come specie a rischio minimo (Least Concern)).